# Kunbir atriapicalis
Kunbir atriapicalis là một loài bọ cánh cứng trong họ Cerambycidae.